# Zhang Zhidong

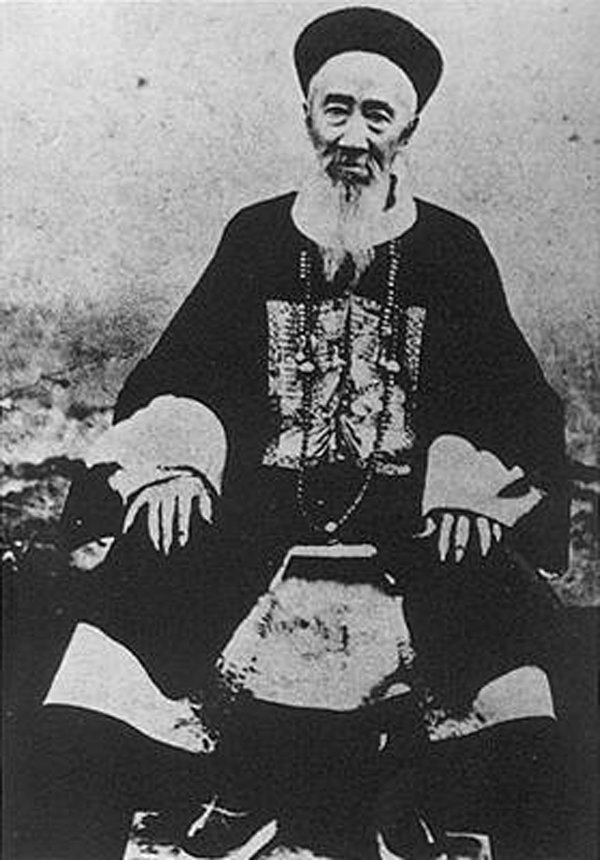
Zhang Zhidong

Zhang Zhidong (chinesisch 張之洞 / 张之洞, Pinyin Zhāng Zhīdòng, W.-G. Chang Chih-tung; * 1837; † 1909) war ein wichtiger Reformer der Qing-Dynastie, ein Beamten-Literat, Regionalgouverneur und Begründer der Formel „chinesisches Lernen für das Substanzielle, westliches Lernen für das Nützliche“ (中學為體西學為用 / 中学为体西学为用,  zhōngxué wèi tǐ, xīxué wèi yòng). Diese philosophische Formel wurde in der Selbststärkungsära und auch noch während der Hundert-Tage-Reform 1898 angewendet.

## Politisches Wirken
Zhang firmierte als Generalgouverneur von Hunan und Hubei. Er trieb in seinem Einflussbereich die Übernahme westlicher Technik und Organisationsmodelle in Wirtschaft und Militär voran. Seine Protektion führte dazu, dass die Dreierstadt Wuhan sich nach Shanghai zum zweiten industriellen Zentrums des Kaiserreichs mauserte. Ebenso schuf er neben der Beiyang-Armee eine nach modernen Prämissen aufgestellte Provinzarmee in Hubei auf. Diese war nach deutschem Vorbild organisiert und verwendete importierte oder in China gefertigte moderne Waffen. Diese Streitmacht umfasste auch eine eigene Flotte mit dutzenden Kanonenbooten und wenigen Torpedobooten. Die Aktionen dieser Armee führten schließlich im Wuchang-Aufstand zur Xinhai-Revolution, in welcher das Qing-Kaiserreich von der Republik China abgelöst wurde.

## Werke
- China's only hope. An Appeal by Her Greatest Viceroy, Chang Chih-Tung, with the Sanction of the Present Emperor, Kwang Su. Hyperion Press, New York 1975, ISBN 0-88355-164-0 (Nachr. d. Ausg. New York 1900; übersetzt von Samuel I. Woodbridge; mit einer Einführung von Griffith John).